# 疫苗通行證
疫苗通行證（英語：Vaccine Pass），前稱疫苗氣泡（英語：Vaccine Bubble），是香港特別行政區政府於2019冠狀病毒病疫情期間實施，市民須持接種2019冠狀病毒病疫苗之證明才能進入特定處所的限制措施。
由於2019冠狀病毒病香港疫情日趨嚴重，行政長官會同行政會議於2022年2月8日制定《預防及控制疾病（疫苗通行證）規例》（第599L章），以賦權食物及衛生局局長就若干處所或公共交通工具發出疫苗通行證指示，市民需出示或持有符合特定要求的疫苗通行證才可進入相關處所。
行政長官林鄭月娥在記者會上指出，新規例雖納入了公共交通工具，但因為執行上會有困難而暫時不會引用或在公共交通工具實施。將公共交通工具納入規例有法律基礎，在日後若疫情非常嚴峻，便能即時落實。
《預防及控制疾病（疫苗通行證）規例》原定於2022年12月31日失效，而政府於2022年10月25日宣布將涉及疫苗通行證的規例有效期延長6個月，至2023年6月30日午夜。
2022年12月14日，政府決定取消規定使用安心出行，但仍然維持疫苗通行證。醫務衞生局局長盧寵茂認為是重要措施，並可以加速接種，保護未接種人士進入高風險地方，並指會繼續維持。被問疫苗通行證會否設日落條款，他稱「無一個任何嘅所謂日落條款」。
同年12月28日特首李家超召開記者會，宣布29日起，取消疫苗通行證。有不接種疫苗的市民形容「終於捱過」了，並馬上預約日式燒肉店，一嘗久違的堂食感覺。而部分零針者表示取消疫苗通行證只是取回本來市民應有的自由，並批評措施太遲，質疑措施只為配合誰人「大家都睇得好清楚」。
雖然政府已取消疫苗通行證，但仍有不少機構、公司仍未跟著政府政策而取消，例如銀行、港鐵、大學（中大除外），醫管局等等，對員工接種要求並沒有放寬，實際上仍然名亡實存。

## 使用方法
市民可預先下載3.0.2版本或以上的安心出行，並在安心出行上載2019冠狀病毒病疫苗接種紀錄或「新冠疫苗接種醫學豁免證明書」。進入指定處所時掃描安心出行二維碼後，安心出行便會顯示其疫苗通行證。
市民亦可選擇出示附有加密二維碼的2019冠狀病毒病疫苗接種紀錄或「新冠疫苗接種醫學豁免證明書」紙本紀錄或其他形式的電子紀錄（如透過智方便或醫健通等流動應用程式），供相關處所員工掃描二維碼以作確認，而不上載接種紀錄或豁免證明書。
若市民在香港境外接種2019冠狀病毒病疫苗，可在抵達香港前於衛生署的網上平台作「健康及檢疫資訊申報」時，一併申報其非本地疫苗接種紀錄的資料。相關人士抵港時，口岸人員會檢查他們的非本地疫苗接種紀錄證明文件；如獲確認，將獲發一個供本地使用的疫苗接種紀錄二維碼作疫苗通行證用途。市民亦可到指定的香港郵政局申報其非本地疫苗接種紀錄，隨即獲發一個供本地使用的疫苗接種紀錄二維碼作疫苗通行證之用。市民也可選擇繼續使用沒有加密二維碼的紙本疫苗接種紀錄，去履行疫苗通行證相關要求。
指定處所負責人預先下載4.1.0版本或以上的「驗證二維碼掃描器」，然後掃描到訪者的疫苗通行證二維碼。程式會因應疫苗通行證核對結果而發出不同回饋聲效。
創新及科技局局長薛永恒於其網誌上表示，「驗證二維碼掃描器」內的到訪人士資料只會暫存31日作防疫抗疫相關用途，有關資料會經加密處理，會進行遮蓋及雜湊處理，成為不可辨識個人身分的資料，即使場所職員亦無法查閱儲存在「驗證二維碼掃描器」程式內的個人資料，只在追蹤密切接觸者或可能受感染人士時才供負責人員查看。他強調場所職員有責任妥善保管存有相關程式及資料的手機。

## 實施安排

### 疫苗氣泡
疫苗通行證前身疫苗氣泡，於2021年4月29日推出，食肆及酒吧員工接種兩劑疫苗後，可申請成為D類食肆及酒吧，獲放寬營業時間，並在特定區域接待已接種疫苗顧客。顧客進入前需使用安心出行，並讓職員核實疫苗針卡。

### 更名為疫苗通行證

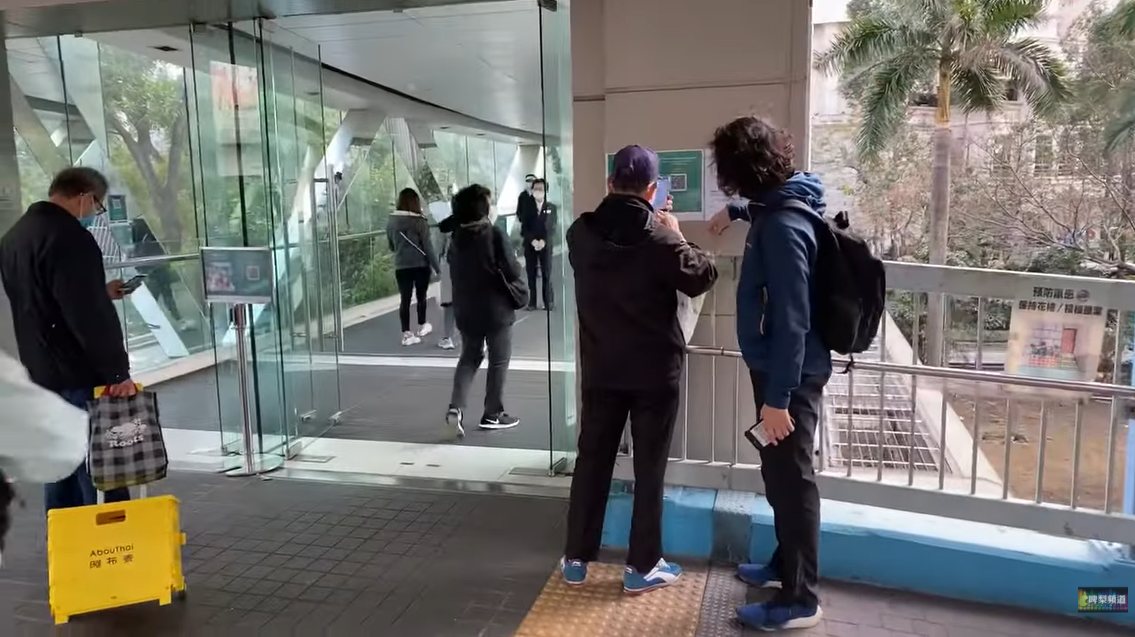
2022年2月24日起，政府規定進入商場的市民必須掃描「安心出行」才可進入。其中奧海城更派出保安在出入口進行監察

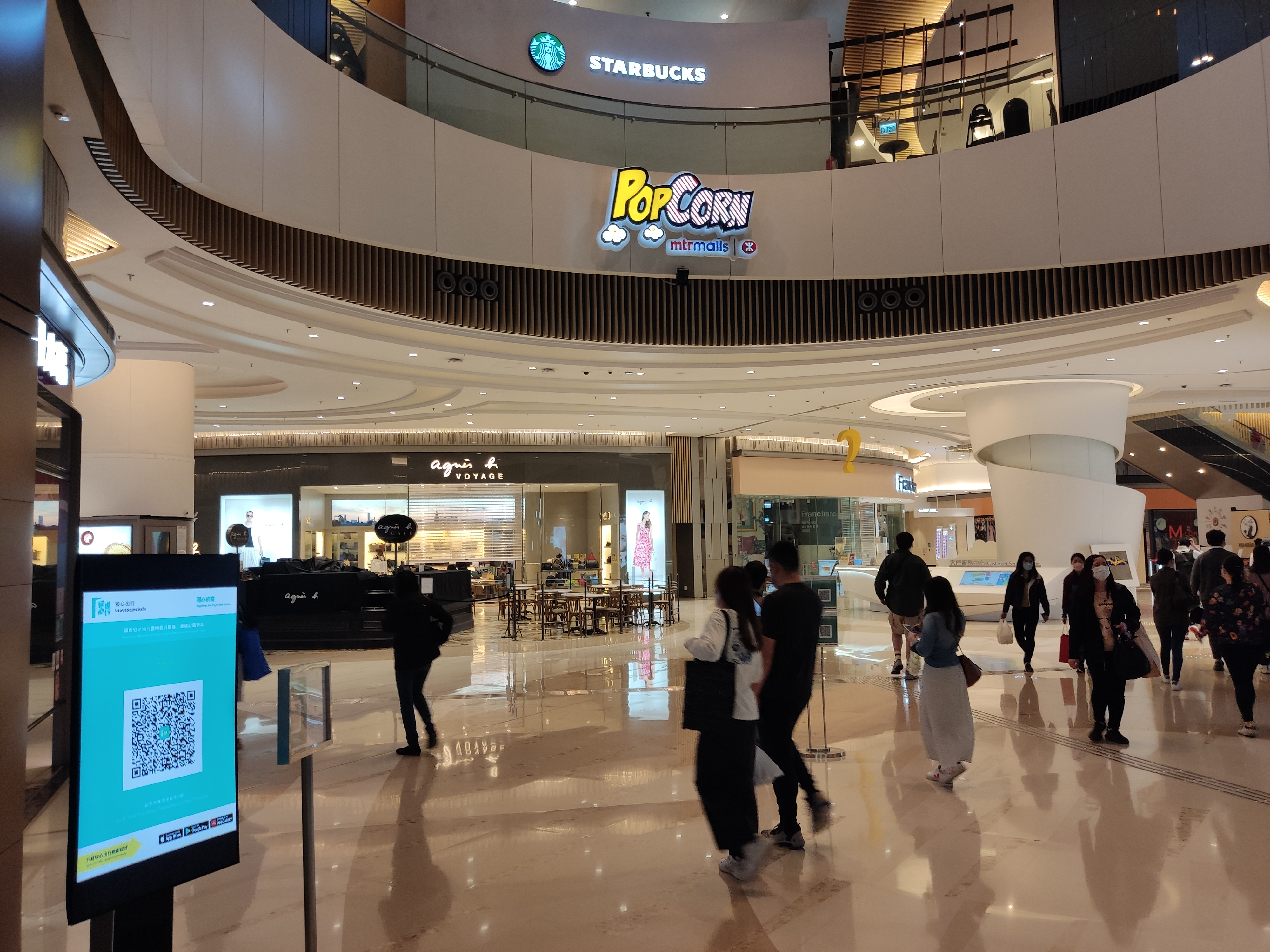
將軍澳PopCorn商場出入口擺放了多個「安心出行」指示

疫苗通行證措施將分3階段實施。2022年2月24日起，23個法定適用處所均需要出示疫苗通行證才可進入。3月14日起擴展至新入住安老院及殘疾人士院舍住客。此外，學校、公營機構辦公室、醫院、殘疾及安老院舍將以行政指令方式，涵蓋在疫苗通行證範圍，但現階段求診人士、中小學生，以及服務使用者可獲豁免。若個別處所或類別人士另有要求（例如D類食肆之所有員工需已完成接種2劑新冠疫苗），將以該要求為準。
| 階段    | 實施日期                                   | 2019冠狀病毒病疫苗接種要求 | 2019冠狀病毒病疫苗接種要求 | 2019冠狀病毒病疫苗接種要求 | 2019冠狀病毒病疫苗接種要求 | 2019冠狀病毒病疫苗接種要求 | 2019冠狀病毒病疫苗接種要求 |
| 階段    | 實施日期                                   | 18歲或以上人士             | 18歲或以上人士             | 12-17歲人士                | 12-17歲人士                | 5-11歲人士                 | 5-11歲人士                 |
| ------- | ------------------------------------------ | -------------------------- | -------------------------- | -------------------------- | -------------------------- | -------------------------- | -------------------------- |
| 第1階段 | 2022年2月24日 D類食肆：2022年2月10日起試行 | 最少1劑                    | 最少1劑                    | 最少1劑                    | 最少1劑                    | 未有要求                   | 未有要求                   |
| 第2階段 | 2022年4月30日                              | 最少2劑                    | 最少2劑                    | 接種第1劑疫苗逾6個月者     | 最少2劑                    | 未有要求                   | 未有要求                   |
| 第2階段 | 2022年4月30日                              | 最少2劑                    | 最少2劑                    | 接種第1劑疫苗未夠6個月者   | 最少1劑                    | 未有要求                   | 未有要求                   |
| 第3階段 | 2022年5月31日                              | 接種第2劑疫苗逾6個月者     | 3劑                        | 未有更新要求               | 未有更新要求               | 未有要求                   | 未有要求                   |
| 第3階段 | 2022年5月31日                              | 接種第2劑疫苗未夠6個月者   | 最少2劑                    | 未有更新要求               | 未有更新要求               | 未有要求                   | 未有要求                   |
| 第4階段 | 2022年9月30日                              | 未有更新要求               | 未有更新要求               | 接種第2劑疫苗逾5個月者     | 3劑                        | 接種第1劑疫苗逾3個月者     | 最少2劑                    |
| 第4階段 | 2022年9月30日                              | 未有更新要求               | 未有更新要求               | 接種第2劑疫苗未夠5個月者   | 最少2劑                    | 接種第1劑疫苗未夠3個月者   | 最少1劑                    |
| 第5階段 | 2022年11月30日                             | 3劑疫苗                    | 3劑疫苗                    | 3劑疫苗                    | 3劑疫苗                    | 2劑疫苗                    | 2劑疫苗                    |
| 第6階段 | 2022年12月29日                             | 沒有要求                   | 沒有要求                   | 沒有要求                   | 沒有要求                   | 沒有要求                   | 沒有要求                   |

| 感染前接種的疫苗數目 | 2019冠狀病毒病疫苗接種要求                                | 2019冠狀病毒病疫苗接種要求                                | 2019冠狀病毒病疫苗接種要求                             | 2019冠狀病毒病疫苗接種要求                             |
| 感染前接種的疫苗數目 | 第一至第三階段：18歲以上人士 第四至第五階段：12歲以上人士 | 第一至第三階段：18歲以上人士 第四至第五階段：12歲以上人士 | 第一至第三階段：12-17歲人士 第四至第五階段：5-11歲人士 | 第一至第三階段：12-17歲人士 第四至第五階段：5-11歲人士 |
| -------------------- | --------------------------------------------------------- | --------------------------------------------------------- | ------------------------------------------------------ | ------------------------------------------------------ |
| 0/1                  | 康復後90天後可接種疫苗的劑數                              | 第一劑                                                    | 康復後90天至180天內須接種疫苗的劑數                    | 第一劑                                                 |
| 0/1                  | 康復後180天內須接種疫苗的劑數                             | 第二劑                                                    | 只需接種一劑疫苗                                       | 完成接種                                               |
| 0/1                  | 只需接種二劑疫苗                                          | 完成接種                                                  |                                                        |                                                        |
| 2或以上              | 完成接種                                                  | 完成接種                                                  | 完成接種                                               | 完成接種                                               |

1. ↑  有關12歲或以上的新冠肺炎康復者之接種要求，將視乎出院或康復日期而定。
2. ↑  康復者須到電子疫苗接種及檢測紀錄系統 （页面存档备份，存于）的「電子針卡」功能下載最新版本的疫苗接種紀錄二維碼。
3. ↑  疫苗接種紀錄二維碼已包含康復記錄，出示第二劑疫苗接種記錄會被視為符合疫苗通行証要求。
4. ↑  康復者須到電子疫苗接種及檢測紀錄系統 （页面存档备份，存于）的「電子針卡」功能下載最新版本的疫苗接種紀錄二維碼。

根據衞生署衞生防護中心轄下的「疫苗可預防疾病科學委員會」和「新發現及動物傳染病科學委員會」聯同「行政長官專家顧問團」在2021年3月12日所得出的《暫擬共識建議》，12歲或以上的「2019冠狀病毒病」確診康復者且免疫功能正常之人士，倘若其染疫前已接種最少兩劑或以上的科興「克爾來福」或「復必泰」疫苗，康復後將可獲得豁免，而暫時無須再接種「2019冠狀病毒病」疫苗；未完成接種兩劑疫苗的人士，則可按其年齡及染疫前所曾接種的疫苗劑數，在康復後接種最多兩劑疫苗。

#### 紅黃碼
2022年8月9日起，政府於疫苗通行證加入「紅碼」及「黃碼」功能。確診者的疫苗通行證會轉為紅色，而抵港人士醫學監察期間疫苗通行證將會轉為黃色。「紅碼」人士不得進入受《預防及控制疾病（規定及指示）（業務及處所）規例》（第599F章）規管的餐飲處所及表列處所，「黃碼」人士則不能進入須主動查核疫苗通行證的處所，但可以進入商場等被動查核處所。指定醫療處所、安老院及殘疾人士院舍和學校等處所亦會以行政措施限制「紅碼」及「黃碼」人士進入（於該處所上班、上學、接受醫療服務的「黃碼」人士則不受限制）。12月14日起，政府取消「黃碼」。

### 適用處所

#### 法定適用範圍
- 所有餐飲業務處所（包括酒吧或酒館）
- 遊戲機中心
- 浴室
- 健身中心
- 遊樂場所
- 公眾娛樂場所
- 派對房間
- 美容院及按摩院
- 夜店或夜總會
- 卡拉OK場所
- 麻將天九耍樂處所
- 會址
- 體育處所
- 泳池
- 郵輪
- 活動場所
- 宗教場所
- 理髮店或髮型屋
- 商場
- 百貨公司
- 超級市場
- 街市或市集
- 酒店或賓館（只適用於員工）[16]

#### 以行政指令方式實施
- 學校
  - 由2022年2月24日起，除學生外，所有進入校舍的人士必須已最少接種第1劑新冠疫苗，並在第1劑新冠疫苗接種日起計的8星期內完成新冠疫苗接種。[24]
- 大學及大專院校（包括學生）
- 政府大樓和辦公處所
  - 由2022年2月16日起，所有因工作相關目的進入政府大樓及辦公處所的政府僱員均須接種新冠疫苗，才可以進入有關處所。
- 公營機構辦公室
- 醫管局設施及處所
  - 由2022年6月13日起，醫管局專科門診、政府牙科診所等提供非緊急或非急切醫療服務的指定醫療處所的求診病人及陪同人士均須使用「疫苗通行證」，而提供緊急或急切服務及診治場所不適用。也不包括偶發疾病的醫療處所及按個別情況事先獲准豁免的孕婦。[2]
- 醫院
- 殘疾及安老院舍
  - 於院舍處所值勤，或透過與院舍或單位訂立外聘服務合約向住客或使用者提供服務的人士必須已最少接種第1劑新冠疫苗，並在第1劑新冠疫苗接種日起計的8星期內完成新冠疫苗接種。[25]
  - 由2022年3月14日起，所有新入住院舍的長期住宿住客必須已最少接種第1劑新冠疫苗，並在第1劑新冠疫苗接種日起計的8星期內完成新冠疫苗接種。[17]
- 受社會福利署資助或津助福利服務單位
  - 由2022年3月14日起，適用於提供以下服務，或在以下處所工作之人士：
    - 綜合家居照顧服務
    - 改善家居及社區照顧服務
    - 嚴重殘疾人士家居照顧服務
    - 嚴重肢體傷殘人士綜合支援服務
    - 私營殘疾人士院舍專業外展服務
    - 六歲以下兒童住宿照顧服務
    - 長者日間護理中心或單位
    - 「安老院舍外展專業服務」試驗計劃和「長者社區照顧服務券」試驗計劃認可服務單位
    - 日間社區康復中心

  - 由2022年4月1日起，涵蓋上述服務以外的所有其他資助或津助福利服務單位的工作人員。[26]
- 康樂及文化事務署管理的室內場所[16]
- 香港國際機場客運大樓，持登機證離港、轉機、過境旅客豁免[27]

### 豁免情況
以下的人士或情況可獲豁免出示疫苗通行證，但除獲豁免，進入相關處所時仍需使用安心出行或登記個人資料，進入部分處所亦需量度體溫。

#### 獲豁免人士
- 四歲或以下幼童（2022年9月30日或之後）/11歲以下兒童（2022年9月29日或之前）
- 經醫生證明不適合接種的人[28]
  - 據疫苗可預防疾病科學委員會成員林永和指，絕大部分人都難以獲得醫生證明豁免（包括懷孕或哺乳期的婦女、輕微的血壓高、糖尿、甲狀腺、貧血等），只有特殊醫學原因，包括中風或心臟病等可獲發三至六個月豁免；而患有癌症及接受器官移植的人士，可按病況暫時豁免。[29]

#### 獲豁免人士（不多於180日）
- 新冠肺炎康復人士[註 1]
- 於2022年9月16日或之前從香港以外地區抵港的人士(包括香港居民及非香港居民)[30]。下列狀況是以登機／到港當天或之前14天都逗留在相關出發地計算：
  - 中國內地或澳門：登機或入境前沒有疫苗接種要求
  - 台灣：登機前沒有疫苗接種要求
  - 其他地區：須符合指定疫苗接種要求 （页面存档备份，存于）
- 2022年9月17日起只適用11歲以下兒童才能從以上途徑獲發，12歲以上人士一律須符合指定疫苗接種要求 （页面存档备份，存于）或合資格醫生批出的疫苗豁免證明書持有人才能獲發。
- 2022年11月獲邀出席國際金融領袖投資峰會和法律周的海外人士，前者持「黃碼」期間可進入須查核「疫苗通行證」的處所（如博物館和餐廳），亦可於私人包間與他人共膳。[31]後者可獲得（藍碼）[32]

#### 有關進入相關處所的目的
- 純粹購買或領取外賣食物或飲料
- 純粹交付或領取物品
- 進行必須的修理工作
- 接受疫苗的接種、診治或指明檢測
- 接受必要的政府服務，例如申請牌照
- 參與任何法律程序[33]
- 避免自己或其他身處處所的人士身體受傷害
- 被公職人員要求進入指明處所[34]
- 具合法權限或合理辯解等情況

#### 容許的合理辯解
- 途經相關處所是唯一回家或上班的路程（但在相關場所裏工作的人不能獲得豁免）[35]
- 執達主任因工作關係進入指明處所[34]

另外政府承認法例條文未必可巨細無遺列出相關豁免事項，但重申會有指引。

### 查核形式
疫苗通行證措施將分為「主動查核」和「被動查核」2種形式執行，方便不同人流的處所執行上需要。到2022年11月16日，政府將部分處所的「疫苗通行證」安排將由「主動查核」改為「被動查核」，主要包括公眾娛樂場所（如主題公園、博物館等，但不包括電影院），髮型屋、宗教處所和活動場所。但同時指出顧客進入有關處所仍須符合「疫苗通行證」的接種要求。
- 主動查核
  - 餐飲處所、體育處所（包括健身中心、泳池和公眾溜冰場）、電影院和容許觀眾可在內飲食的表演場所、派對房間、夜店／夜總會、卡啦OK場所、美容院及按摩院、郵輪（即「公海遊」）
    - 須出示疫苗通行證供處所掌管人以目視方式盡量確定進入人士持有相關紀錄，但處所掌管人無需掃描疫苗通行證二維碼。
    - 如屬獲豁免「疫苗通行證」要求的人士：須向處所掌管人表明並按要求出示相關證明。
    - 如到訪人士未能出示疫苗接種紀錄、豁免證明書或其他豁免證明，處所掌管人可拒絕相關人士進入指明處所。

  - 其他場所
    - 須出示包括二維碼的疫苗通行證供處所掌管人掃描。
    - 如該進入人士的疫苗接種紀錄（例如在境外的疫苗接種紀錄）或豁免證明書沒有包含二維碼：須填寫指明表格提供個人資料供處所掌管人保存。

- 被動查核（適用於商場、百貨公司、超級市場、街市或市集、遊戲機中心、遊樂場所（包括桌球館和公眾保齡球場），但公眾溜冰場除外、公眾娛樂場所（如主題公園、博物館等，但不包括電影院）、會址、麻將天九耍樂場所、活動場所、理髮店或髮型屋、宗教處所）
  - 進入相關場所時要掃描安心出行，但毋須主動出示疫苗通行證，在政府授權人員要求下才要出示疫苗通行證。

所有處所負責人須收集及保存員工的疫苗接種紀錄或醫學豁免證明書，以在獲授權人員要求下出示以作檢查。
如違反疫苗通行證措施相關規定，可被定額罰款5,000港元。

## 各界反應
除教育界和部分立法會議員外，社會普遍疫苗通行證的推行表示難以適從和非常不便，並且限制多多。到2022年5月更有專家對疫苗通行證有不同立場，其中香港大學醫學院高本恩教授及陳德光教授認為認為「疫苗通行證」已無必要對年輕成年人實施。不過特首林鄭月娥仍然認為接種第2針疫苗未到9成，需要繼續實施。她又指如果有新變種會需要使用另一種疫苗，疫苗通行證將會繼續一段日子。而食衞局局長陳肇始指出「動態清零」為目標下，疫苗通行證屬必要的疫情防控措施，更指有助市民和社會回复正常社交經濟活動，反之會對已打針市民不公平。到2022年10月，香港大學感染及傳染病中心總監何栢良指出應該將「疫苗通行證」的適用範圍，將不涉及除口罩進食或活動的地方剔除，包括商場、街市、圖書館及髮型屋等，認為目前政府是「鐵板一塊」。到同年12月14日，政府決定取消規定使用安心出行，但仍然維持疫苗通行證。醫務衞生局局長盧寵茂認為是重要措施，並可以加速接種，保護未接種人士進入高風險地方，並指會繼續維持。

### 建制派
- 立法會飲食界議員張宇人對政府收緊社交活動措施表示不認同，指飲食業界一向支持政府實行疫苗氣泡或疫苗通行證，望能助通關；惟政府不斷收緊措施讓業界難以適從，令人失望。他認為當局應一刀切，提早實行疫苗通行證，而非等待至2月24日，讓食肆可以重啟晚市堂食，找到喘息機會。[44]
- 選舉委員會界別立法會議員鄧飛亦形容兩周後才實行疫苖通行證的決定令人費解和莫名其妙，因感染者可在空窗期間四處遊走，未能配合全民檢測及強化「安心出行」的追蹤功能。他促請政府即使不推行全民檢測，最低限度也要強化安心出行，特別是追蹤功能，以在不影響經濟民生的前提下精準抗疫。[44]
- 立法會議員江玉歡在2022年10月在其社交平台指出，新型肺炎疫情已經持續3年，加上政府實施了疫苗通行證措施達8個月，認為應該進行檢討。同時引用加拿大的例子，指出當地推行疫苗護照的非鼓勵性手法或會對社會造成兩極化，令市民抗拒接種。她亦批評疫苗通行證的目的變成了由控制疫情散播到盧局長自制的多重目的。[45]同年12月，她批評政府放寬步伐「愈來愈碎」，是忽略未齊針的一群，認為目前「疫苗通行證」措施將有打針和沒有打針的人群「愈推愈遠」，形容政策無助推動社會和諧，不明白為何政府仍然堅持。她又指中國最新的防疫策略是不強迫打針和呼籲市民正面面對疫情。[46]

### 民主派
- 社民連在2022年10月11日政府總部外請願，促請政府立即取消限聚令、「安心出行」及「疫苗通行證」等措施。不過政府拒絕接收示威道具，並指警員隨後到場，並根據《定額罰款(公眾地方潔淨及阻礙)條例》，向曾健成發出1500元的定額罰款告票。[47]
- 民主黨在2022年10月24日至11月5日電話隨機抽樣訪問853名市民，受訪者有七成半人不同意目前疫情屬「公共衞生緊急事態」，82.6%人更不同意「疫苗通行證」對控制疫情有實際作用。民主黨促請政府立即取消「疫苗通行證」及「口罩令」等過嚴的防疫措施。[48]

### 飲食界
- 餐務管理協會主席梁振華在香港電台節目《千禧年代》表示，在香港疫情第5波爆發初期時暫停晚市堂食後，酒席宴會已取消了99%訂枱，新措施下宴會將100%取消。2022年2月10日起D類食肆所有時段只容許四人一枱，預計整體生意會下跌8成以上，認為業界已經沒有生存空間。[49]
- 有商場食肆預計，禁晚市堂食加上疫苗通行證，將進一步影響營業額，或需停業止蝕和要員工放無薪假。[50]

- 2022年9月30日，政府將疫苗通行證降低適用年齡至5歲，香港餐飲聯業協會會長黃家和認為會讓部分家庭客或放棄堂食，短期生意應會受影響，但同時又指一般家長應會盡快替子女接種疫苗。[51]

- 2022年12月13日，雖然政府公佈在14日取消掃安心出行的安排，不過疫苗通行證仍然繼續下，有酒樓負責人認為沒有打針的市民不能堂食下，對生意幫助不大。希望農曆新年前可以取消疫苗通行證。[52]

### 運輸業界
- 九巴及城巴對疫苗通行證涵蓋至公共交通工具的態度正面，表示如做法有助減少傳播、社會認為合適，會支持及配合；但如上車前需出示接種紀錄，料需人手檢查，期望政府與各營辦商商討執行方法。[53]

### 零售業
- 港九新界販商社團聯合會主席陳錦榮亦表示，自從要使用安心出行進入街市後，人流已少三至四成；預料疫苗通行證推出後，會再少兩至三成人流。他表示，不少人選擇到街市外的店鋪買餸，令街市外面的店舖人流暢旺，街市裏面卻非常冷清。[54]
- 有商場零售店舖指，目前店內僅一半員工有接種疫苗，但不會考慮裁員，亦不希望他們要為生計而被逼打針，故會改變工作崗位分配方式，如將店面的人手調動至後勤位置協助，讓不想打針的員工繼續工作。在禁晚市堂食下﹐商場的人流已下降不少，相信疫苗通行證落實後，人流會更慘淡。批評政府做事魯莽，沒有為小商戶着想。[50]

### 地產界
- 管理多個香港商場的領展在2月8日表示檢查市民身分及疫苗接種紀錄屬保安工作，若旗下物業所有出入口均需駐守保安員，大概需要額外增聘1,000人，要在短時間內安排足夠合資格人手將是極大挑戰。若未能聘任足夠人手，或需要關閉部份商場出入口。[55]後來領展在2月10日表示，政府早前澄清，市民進入人流較多商場時，不用即時檢查疫苗通行證，但要使用安心出行，估計新增人手較原先預算少。領展強調執法人員仍在商場檢查進入的市民的疫苗通行證，呼籲市民接種疫苗後進入商場，認為疫苗接種率上升，有助放寬社交限制。[56]

- 信和集團表示會在旗下商場的出入口加強人手，協助有需要人士使用「安心出行」。[57]

- 物業管理業界指政府對商場範圍的定義完全不明確，認為商場行人通道和公共空間或會成法網黑點，讓使用者易墮法網。[58]

- 香港物業管理公司協會發言人陳志球聽過政府簡介後，指執法人員不會到場，而商場保安沒有責任檢查市民的疫苗通行證，相信市民會自律守法。[58]

- 有網民拍攝到由港鐵公司管理的青衣城，在疫苗通行證實施前一日一度在柱上張貼2米高的「安心出行」巨型二維碼。不過到24日早上拆除。而商場出入口擺滿了大量「安心出行」指示牌。[59]

### 教育界
- 香港科技大學亦宣布跟隨政府實施疫苗通行證措施，2月24日起所有師生及訪客入校均須打針，持有醫療證明或12歲以下人士才可獲豁免。入校人士須出示有效「校園通行證」以茲證明已接種疫苗。校方亦會更新「疫苗及檢測匯報系統」，只供持有醫療證明人士方可進入上載檢測結果的頁面，以獲取校園通行證，而有關陰性檢測結果有效期將維持為14天。[60]
- 香港多間大學，包括港大、中大、城大、浸大和教大，亦要求進入校園人士在2月24日起必須先接種疫苗。[61]
- 職業訓練局表示將於2月24日起要求所有教職員及訪客，進入校園前出示已接種至少一劑疫苗的紀錄，安排暫不適用於學生。[61] 但由2022年3月25日起，所有香港高等教育科技學院﹑才晉高等教育學院﹑香港專業教育學院﹑香港知專設計學院﹑酒店及旅遊學院﹑中華廚藝學院﹑國際廚藝學院﹑海事訓練學院及工商資訊學院全日制及兼讀制同學均必須使用「疫苗通行證」。[61]

### 社工界
由於政府要求所有受資助或津助福利服務單位實施「疫苗通行證」安排。香港社會工作者總工會調查發現，52.5%受訪前線員工稱其機構有相關安排，指出公司強迫員工自願離職代替解僱等同剝削，擔心造成人手不足。沒有接種疫苗的社工表示，機構要求不打針員工只可自願離職，同時不獲任何代通知金、遣散費或長期服務金。調查亦顯示84.3%受訪者不同意政府規定就讀社工課程學生須接種疫苗方可進行實習，亦有社工系學生因沒有接種疫苗而擔心未能完成實習，導致無法畢業。最後只能預約接種疫苗。

### 志願組織及弱勢社群
- 路向四肢傷殘人士協會和病人政策連線共同進行問卷調查，當中有超過100名受訪者表示其醫生指不建議接種，但最終僅四成人獲醫學豁免證明。病友擔心疫苗或對他們有不良反應，所以不敢貿然接種疫苗，醫生也沒說得很清楚相關情況。另外，醫生說病友不適合接種時，亦不太有意願發出相關證明。組織亦指即使病人願意打針，亦未必趕及措施實施前完成接種，期望政府向殘疾人士提供兩至三個月的寬限期。[29]

- 聾人機構「龍耳」指出，聾人對於新冠病毒、Delta、Omicron等生字未能在短時間理解，亦未能清楚政府的政策。一般進入商場要掃安心出行、疫苗通行證等一系列複雜資訊，主要是靠義工與機構向聾人發放。[63]

### 市民

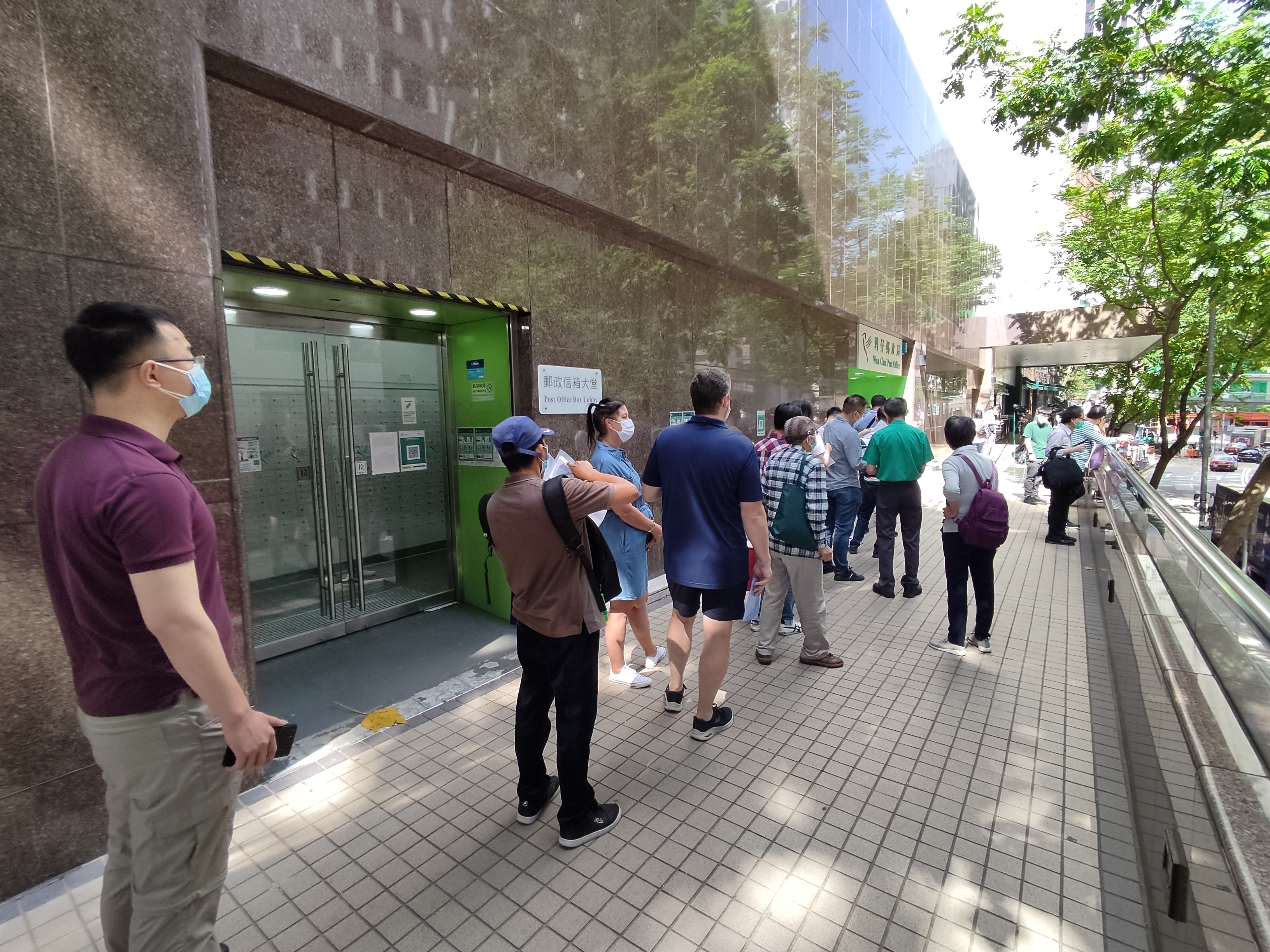
非在港接種的人士需要到郵政局排隊領取，引起市民批評當局安排混亂和不人性化

- 不少市民在措施生效前趕接種2019冠狀病毒病疫苗，其中在接種科興疫苗的官涌體育館接種中心一早大排長龍[64]，多個接種點未來多日的預約亦已爆滿。[65]
- 有商場上蓋住宅居民表示措施對有關居民日常出入構成不便，即使已接種疫苗，但出入途經商場要特意出示疫苗通行證，認為政府推出有關政策就是要透過不便迫使市民接種疫苗，指接種疫苗是為應付生活多於防疫考慮。[66]
- 由於太和站及馬鞍山站的兩個出口均只連接商場，裕民坊公共運輸交匯處上層巴士總站亦位於裕民坊商場內，乘客乘車時無可避免要經過商場。然而即使獲得豁免，乘客仍需掃碼才能進出，有市民認為麻煩和十分多餘[67]。
- 在將軍澳尚德邨居住的老人表示前往將軍澳中心看醫生的期間，需要經過多個商場，最後要使用三次安心出行進出，批評措施非常麻煩，為掃瞄安心出行而合共花了約5分鐘。[68]

- 2022年5月6日，政府公佈由5月1日或以後抵港，持有非本地疫苗接種紀錄人士，可以到18間指定郵政局獲取「臨時疫苗通行證」。灣仔郵政局有大批市民排隊領取，有來自內地，排頭位的市民表示早在清晨5點多已到達。有市民批評政府安排混亂，認為應開放網上申辦。[69]

- 有獨力照顧3個子女的母親表示，拖延了一年逼不得已打第二針，形容打針後非常不適，包括出現頭痛、肚瀉和發燒，更讓她續一個多月無端端手震和心跳加速。而她表示身邊不少親友和兒子的同學打完三針仍然染疫、出現發燒和身體非常不適的問題。[70]

#### 長者和病人
- 2022年6月7日，4個病人組織（香港病人政策連線、路向四肢傷殘人士協會、康青會、自強協會及嚴重弱智人士家長協會）發聲明反對疫苗通行證於6月13日起擴展至食物及衞生局、衞生署及醫院管理局轄下的處所，擔心有關政策嚴重影響輪椅使用者和長期病患者，聲明形容該政策違背醫療安全網政策，要求政府暫緩執行。[71]

- 2022年6月13日為「疫苗通行證」擴至醫管局專科門診的首天，有70多歲長者因無打針及進行檢測，而被保安拒絕入內。他慨嘆自己因怕心臟出現毛病而不打針。不過現政府規定打針才能「知自己有咩病」，形容政府是「迫他低頭、走最後一步（打針）」，無體諒長者病人苦處。[72]

#### 兒童
- 2022年9月，政府把“疫苗通行證”適用年齡由12歲降至5歲，有家長表示感到很大壓力，甚至更激動落淚。原因是子女接種第一劑疫苗後的反應較他們想像中大，認為對小朋友來說接種疫苗如受罰一樣。又指子女未打針下也不能跟隨父母進入多個場所，恐怕或發生獨留兒童在家的問題，造成安全隱患。[73]亦有家長指出政府降低「疫苗通行證」是規限人身自由多於防疫，與政府放寬入境檢疫政策有矛盾。但亦有家長稱新措施可保護已接種疫苗的兒童。[74]

- 《獨媒》訪問了一名沒有打針的小六生和母親，小六生表示其父親在去年接種科興疫苗後的一個月離世，他擔心打針後影響身體而拒絕接種。最後導致開學後被逼放棄入選的多個運動校隊，他對此感到失望和孤獨。而母親認為目前“疫苗通行證”的規定影響兒子的成長發展，質疑現時政府稱的“正逐步放寬防疫措施”其實仍然非常嚴。[70]

- 2022年10月25日，多個關注兒童權益的組織，包括香港兒童權利委員會、關注學童發展權利聯席、社區發展推動基金等參與聯署，指目前的疫苗通行證政策令未打針的兒童的生活受到多重限制，不能像其他人一樣正常參與活動，對他們及其父母帶來了極大的情緒困擾，當中包括精神健康、社交健康及個人成長，抵觸了社會對健康栽培兒童及青少年的原意。聯署信要求可以當天的快速測試陰性結果作為證明，容許他們進入表列處所，代替要求接種疫苗，減低對兒童精神與社交健康造成損害。[75]

### 其他
- 《信報》發現特首選舉將在灣仔會議展覽中心舉行，逾千名選委會到該處投票。法例沒有規定選委進入投票站時必須使用「安心出行」或已接種疫苗。只鼓勵選委、候選人以至其代理人，進入投票站前使用「安心出行」。不過在同一場地內的點票站及新聞中心，卻規定所有訪客包括傳媒、公眾人士和政府工作人員，必須遵守「疫苗通行證」安排，並使用「安心出行」。[76]

## 市民司法覆核
3名市民分別在2022年2月15日、2月18日和3月1日入稟高等法院提出司法覆核。於2月15日入稟法院的申請人指打針與否都會感染2019冠狀病毒病，病毒亦可依附在不同地方，認為抗疫的重點應該是提升免疫力。而曾否接種疫苗，不可能作為絕對標準，去判斷市民的健康狀況，及可否安全通行公共場所。政府強迫打針，若不打針就不可以進入有關公共場所的話，將會侵害市民不打針的權利，屬於越權及違憲。同時間，政策實施後，打針者及不打針者的待遇將會有所不同，構成歧視，亦會造成市民之間的分化。此為首宗因「谷針政策」狀告政府。申請人同時強調，市民應該有權決定去接受或拒絕任何醫學措施。2月18日的入稟要求法院頒令將涉及基本民生的處所，包括商場、街市、超市和餐廳等剔除出疫苗通行證實施範圍。同時要求法庭頒發臨時禁制令禁止當局推行措施。3月1日的申請人指出禁止未接種新型冠狀病毒疫苗的她進入商場和工作是剝奪其基本權利，要求法庭頒發禁制令，以及追討賠償。不過首宗入稟在同年3月30日被高等法院拒絕批出司法覆核許可。法官高浩文指申請人只能說出措施為她個人造成不便，認為她實際上仍然有選擇。加上「疫苗通行證」目的是減少死亡和醫院負荷，是符合公眾利益。而律政司要求市民支付懲罰性訟費，法官拒絕。而第二名市民曾經為citysuper超級市場員工，因未有接種疫苗而遭拒絕以長期兼職聘用，認為自己不可工作和不可進入商場，認為基本生活和工作權利被剝奪。不過高院法官陳嘉信指申請人誤解疫苗通行證規定，指《基本法》享有選擇職業的自由，又稱疫苗通行證僅法院行政措施，更指未有接種疫苗未能進入商場，僅為生活上構成不便，而非侵害基本權利。加上「疫苗通行證」在今年12月31日午夜失效，並非永久措施，最終法庭拒絕申請人的司法覆核許可申請，亦拒絕發出任何中期濟助。
到2022年9月30日，其中一名市民再次提出上訴，並在高等法院進行遙距聆訊。申請人陳詞指：「畀返香港人一個自由同公道，決定打唔打針」，認為疫苗通行證在制度上屬於歧視，有機會造成市民分化。而目前須接種疫苗才可享有人身及工作自由，屬違法及違憲，要求法庭撤銷及禁止「疫苗通行證」措施。他又冀特首參考佛經《金光明最勝王經》治港。不過到同年11月10日，上訴庭拒上訴並駁回。判詞指出上訴人陳述其理據“佛教經文”明顯與申請無關，而《高等法院規則》規定司法覆核許可通知書須載有所尋求的濟助及理由，並指出疫苗通行證“僅於生活上構成不便，而非侵害基本權利”，認為“權利亦非絕對權利”。他同日申請上訴至終院，認為案件涉及憲法、人權等，並指法庭有責任釐清法理問題。特首辦反對許可申請。到2023年2月8日，上訴庭頒下判辭，指出男子無法證明議題“有任何重大廣泛或關乎公眾之重要問題”，加上疫苗通行證12月29日已取消，故拒絕批出其上訴許可申請。市民再需支付建議答辯人的訟費。
2022年11月8日，長洲覆核王郭卓堅就599章列明強迫使用「疫苗通行證」和「安心出行」入稟高等法院申請司法覆核，稱新型肺炎冠已經不是突發疫情，認為「疫苗通行證」和「安心出行」沒法保障市民健康，反而對市民的日常生活造成情緒困擾。
2022年11月，一名報稱持有疫苗接種紀錄的Ruibin Xu男子，11月由亞美尼亞到港參與網球錦標賽，但比賽當日被香港鄉村俱樂部職員指沒出示具「藍碼」的安心出行而拒絕放行，最終被拒出賽。男子在11月入稟高等法院，向賽事主辦單位及人員索償近23億港元。

## 註解
1. ↑  如需於180日後豁免部分針數，請參考上方表格。